# 陶生町 (名古屋市)
陶生町（とうせいちょう）は、愛知県名古屋市昭和区の地名。現行行政地名は陶生町1丁目及び陶生町2丁目。住居表示未実施。

## 地理
名古屋市昭和区中央南部に位置する。西は桜山町、南は瑞穂区に接する。

## 歴史

### 町名の由来
陶器の生産にちなむ瑞祥地名という。

### 沿革
- 1927年（昭和2年）6月20日 - 中区広路町の一部により、同区陶生町として成立[1]。
- 1937年（昭和12年）10月1日 - 昭和区成立に伴い、同区陶生町となる[1]。
- 1956年（昭和31年）8月1日 - 昭和区広路町の一部を編入する[1]。

## 世帯数と人口
2019年（平成31年）1月1日現在の世帯数と人口は以下の通りである。
| 町丁   | 世帯数  | 人口  |
| ------ | ------- | ----- |
| 陶生町 | 195世帯 | 340人 |

## 学区
市立小・中学校に通う場合、学校等は以下の通りとなる。また、公立高等学校に通う場合の学区は以下の通りとなる。
| 番・番地等 | 小学校               | 中学校               | 高等学校 |
| ---------- | -------------------- | -------------------- | -------- |
| 全域       | 名古屋市立松栄小学校 | 名古屋市立桜山中学校 | 尾張学区 |

## 交通
- 八熊通（愛知県道29号弥富名古屋線）[11]